# Nature morte aux asphodèles
Nature morte aux asphodèles est un tableau réalisé par le peintre français Henri Matisse en 1907. Cette huile sur toile de format vertical est une nature morte qui représente le dessus d'une table où sont posées plusieurs pièces de vaisselle autour d'un vase vert contenant des asphodèles. Acquise dès l'année de sa création, l'œuvre est conservée au musée Folkwang, à Essen, en Allemagne.